# Aggtelek
Aggtelek – wieś i gmina w północno-wschodniej części Węgier, w pobliżu miasta Kazincbarcika.

## Położenie
Miejscowość leży na obszarze Krasu Aggteleckiego – węgierskiej części Krasu Słowacko-Węgierskiego, zaledwie kilka kilometrów od granicy ze Słowacją. Administracyjnie gmina należy do powiatu Putnok, wchodzącego w skład komitatu Borsod-Abaúj-Zemplén i jest jedną z jego 33 gmin.

## Historia
Miejscowość jest po raz pierwszy wzmiankowana w źródłach pisanych w 1295 r. jako Ogogteluk. W 1858 r. została zniszczona przez wielki pożar. Kolejne zniszczenia dosięgły jej w czasie II wojny światowej, kiedy w 1945 r. przechodził tędy front wschodni.

## Zabytki
- Kościół  w Aggtelek – obecnie ewangelicki, pierwotnie katolicki. Jego początki sięgają drugiej połowy XIII w. Obecny kształt otrzymał w ramach barokowej przebudowy w XVIII w. Pierwotny kościół powstał w najwyższym punkcie miejscowości w drugiej połowie XIII w. Była to murowana, jednonawowa budowla romańsko-gotycka, z węższym, prawdopodobnie prostokątnie zamkniętym prezbiterium. Przypominała ona zapewne kościół w nieodległej Silicy. W XVIII w. zostało rozebrane dawne prezbiterium i zastąpione nowym, o szerokości równej szerokości nawy. W związku z podniesieniem się poziomu terenu wokół kościoła (obecnie wynosi ono ok. jednego metra) zostały również nadbudowane ściany nawy, która została też na nowo zadaszona. W 1785 r. przebito nowe wejście do kościoła od strony północnej (od strony zabudowy wsi) i dostawiono do niego przedsionek. Równocześnie wybito nowe, większe okna, przy czym najbardziej zachodnie z nich na południowej ścianie nawy powstało najpewniej w miejscu pierwotnego okna średniowiecznego. Romańsko-gotycki rodowód świątyni dziś przypominają jedynie dwa romańskie okna szczerbinowe  w południowej ścianie nawy oraz takiegoż pochodzenia górna część dawnego, dziś zamurowanego wejścia w tej samej ścianie[1].

## Inne obiekty
Miejscowość jest ważnym ośrodkiem ruchu turystycznego: znajdują się w niej wejście do słynnej jaskini Baradla oraz odwiedzanej tylko sporadycznie, lecz nie mniej pięknej jaskini Béke. Znajdują się tutaj m.in.: hotel, kemping i poczta. Od miejscowości nazwę przejął Park Narodowy Aggtelek.

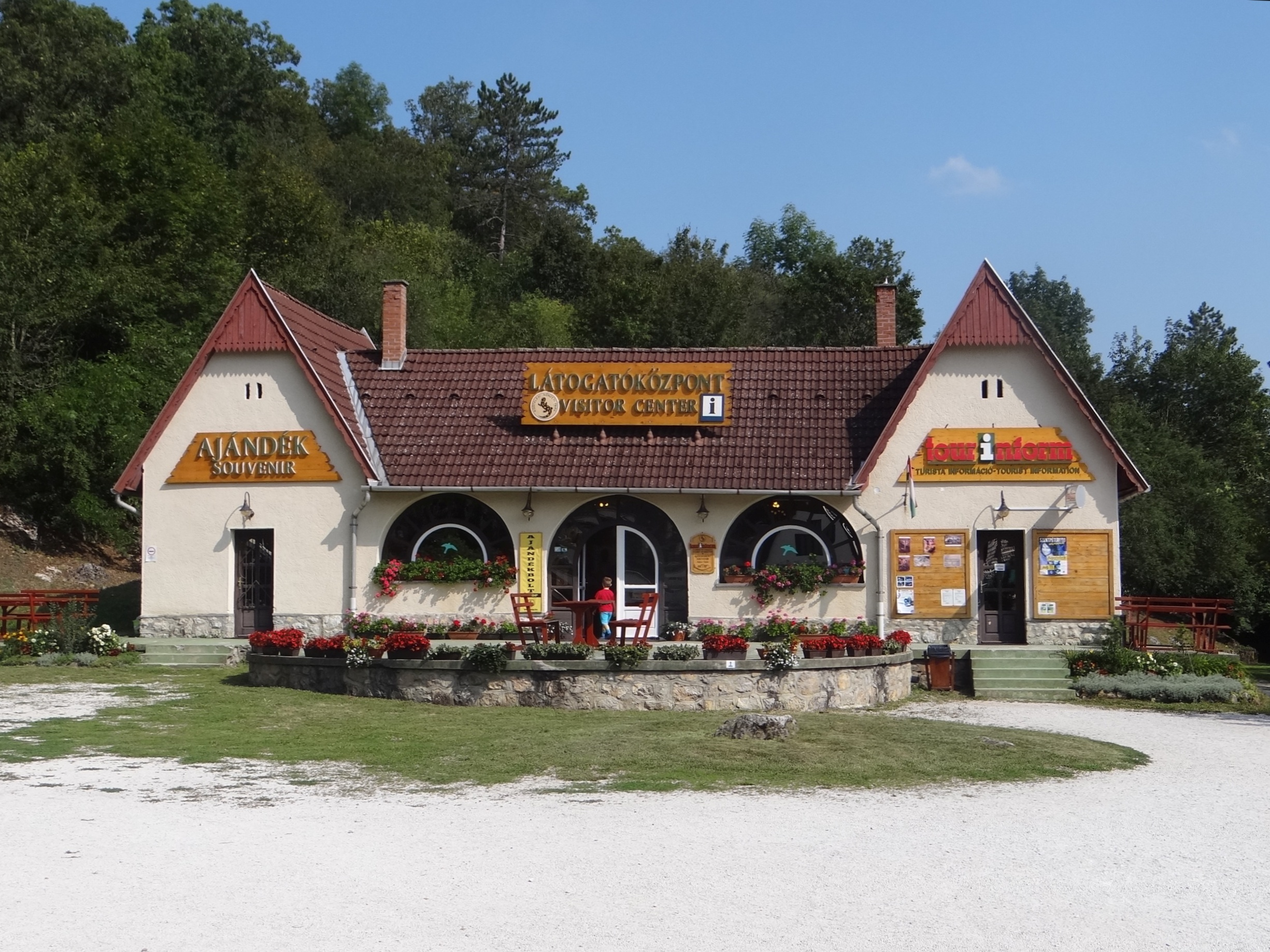
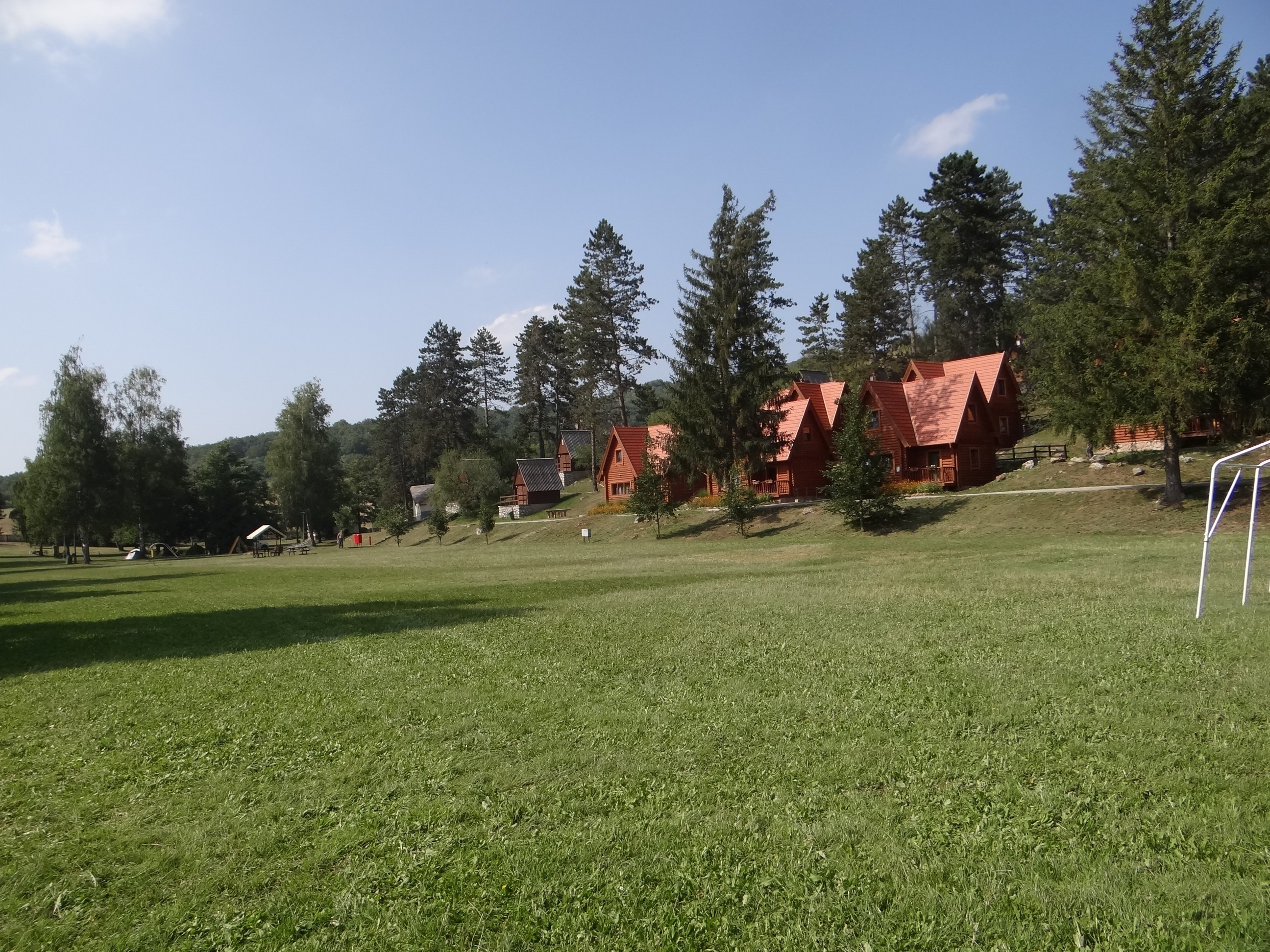
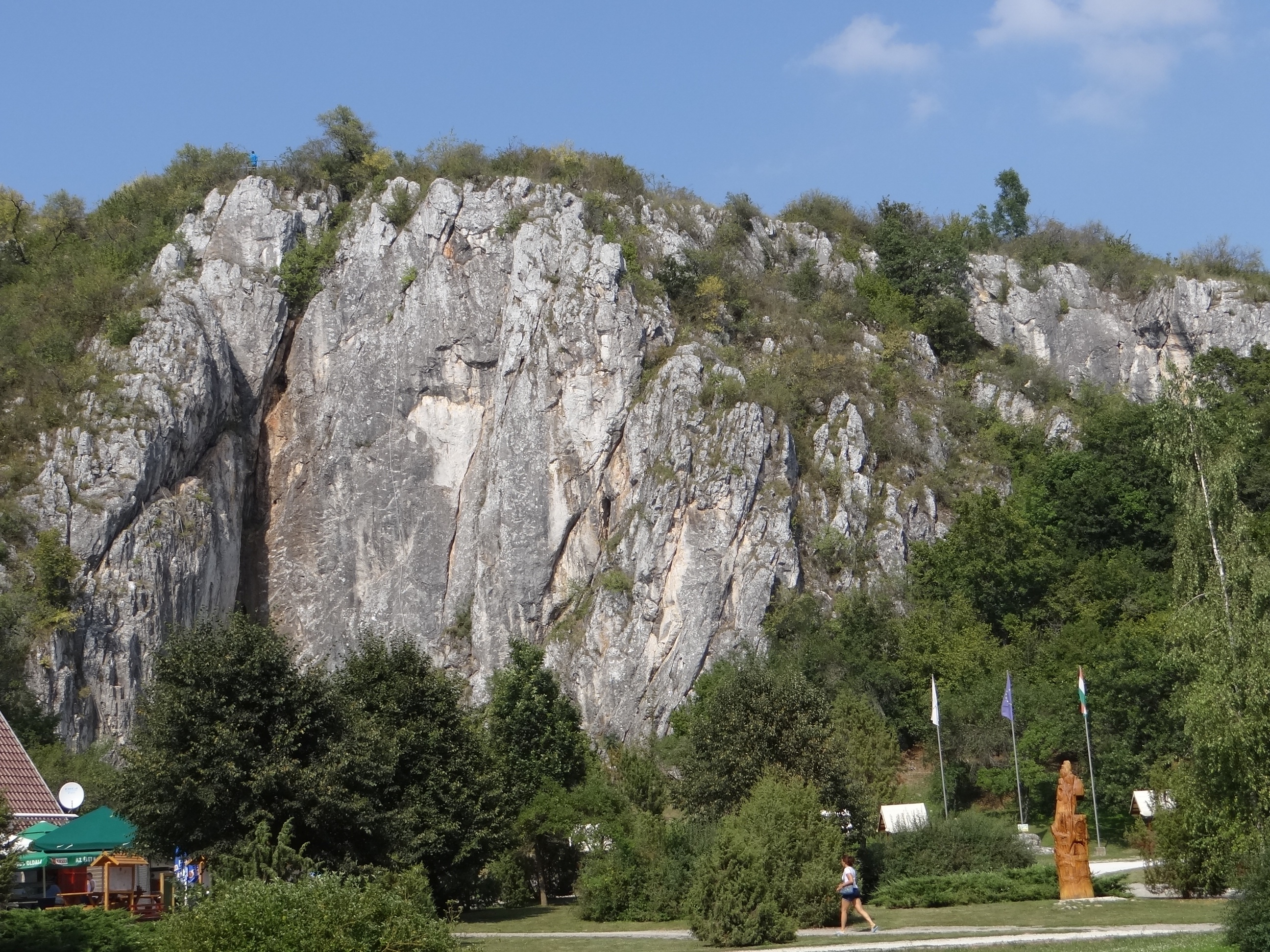
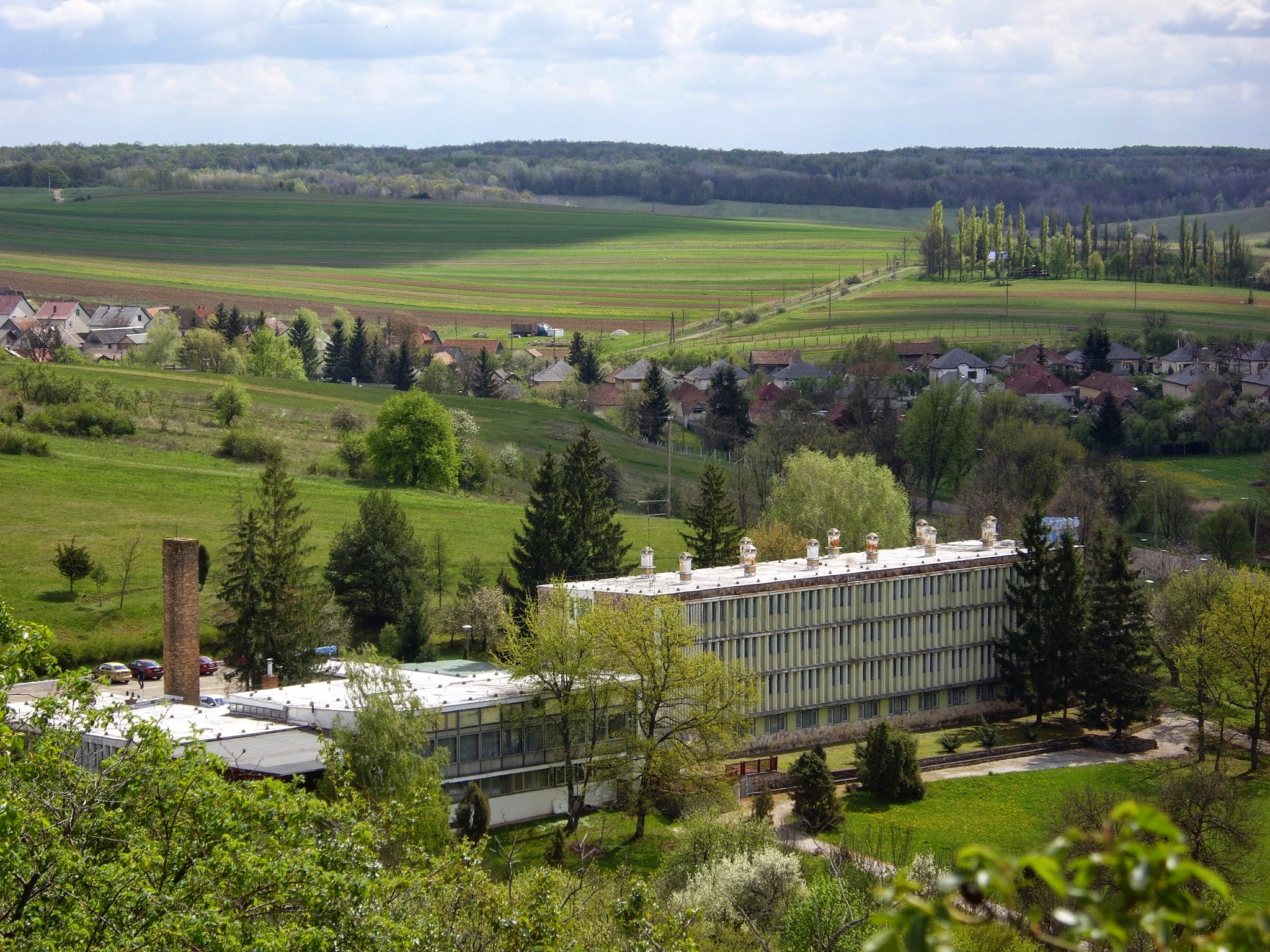